# Albert Geudens

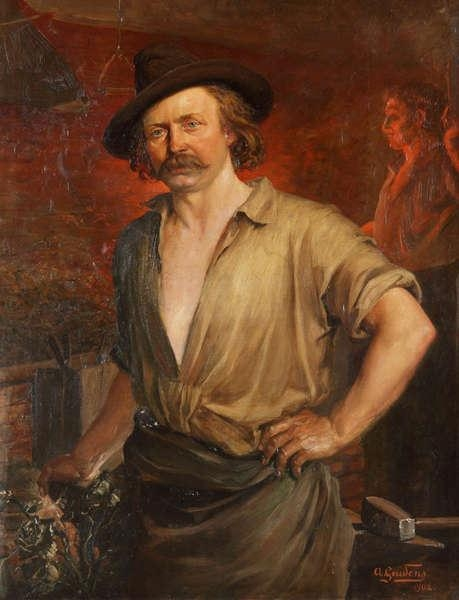
Porträt von Lode Van Boeckel (1902)

Albert Geudens (* 3. Januar 1869 in Mechelen; † 28. März 1949 in Schaerbeek) war ein belgischer Porträt- und Genremaler sowie Radierer.
Geudens war Student von Willem Geets an der Akademie der Schönen Künste von Mechelen. Von 1890 bis 1891 setzte er das Studium an der Koninklijke Academie voor Schone Kunsten van Antwerpen bei Albrecht De Vriendt fort.
Geudens malte vor allem Ansichten von Mechelen und Innenräume von Kirchen und Beginenhöfe, aber auch bürgerliche Salons sowie Porträts. Er wiederholte die gleichen Themen in seinen Radierungen.
Er stellte auf Kunstsalons in Brüssel, Antwerpen, Lüttich, Barcelona und Venedig aus.